# 2025年曼谷審計署大樓倒塌事故
2025年3月28日，位於泰國曼谷乍都節區正在興建的國家審計署辦公大樓受2025年缅甸实皆地震影響發生倒塌事故，該座大樓是曼谷在這場地震中唯一倒塌的建築物。大樓由中泰合資聯合建造，在倒塌時正進行配管內裝與安裝玻璃外牆等工程，事故原因懷疑是源於偷工減料問題。截至5月1日已有83人死亡、33傷與11人尚未尋獲（仍在倒塌建地中）。

## 背景

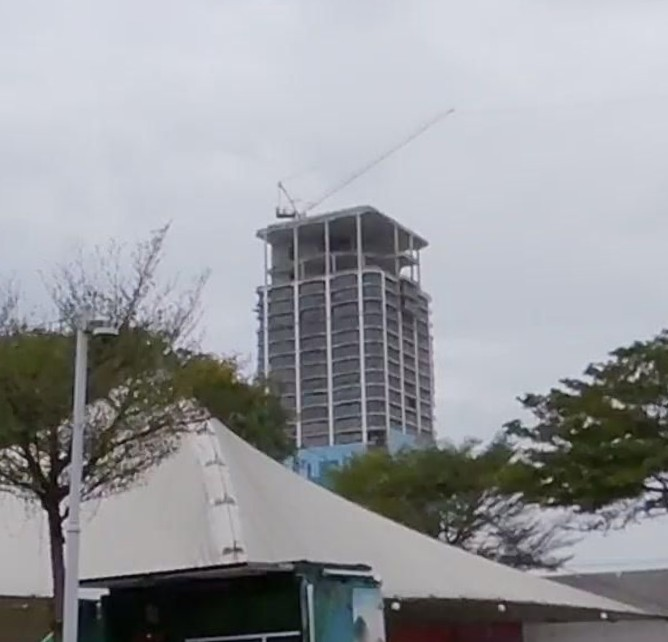
2024年12月中旬的大楼，即在倒塌前的3个月

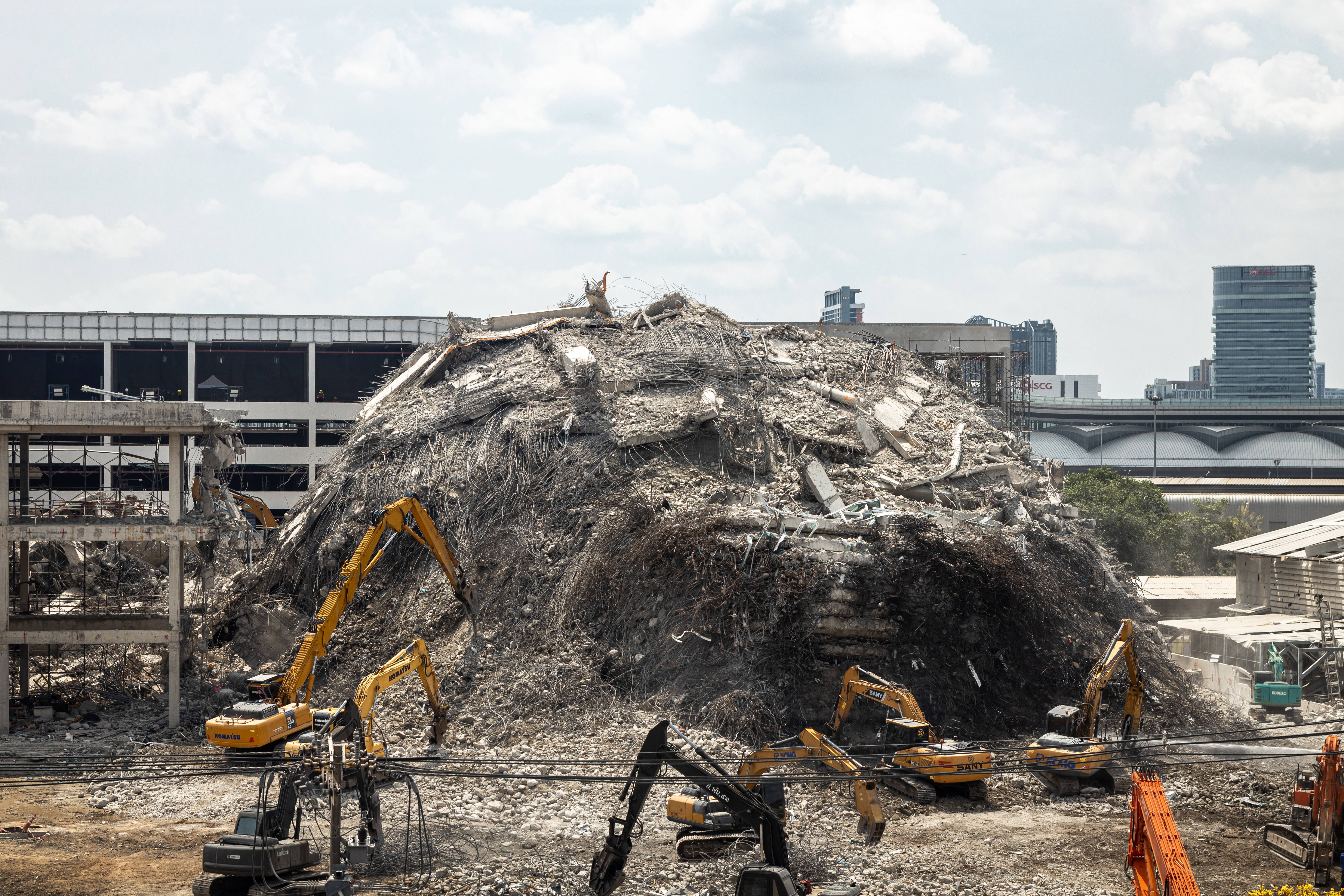
大樓倒塌形成的瓦礫

這座摩天大樓位於曼谷甘烹碧路，鄰近洽圖洽週末市集，在倒塌前原為33層樓高。大樓於2020年開始興建，並於2024年3月31日由中國中鐵十局集團宣布封頂。该栋大楼目前工程进度约达30%。施工承包商為義泰開發集團（ITD）與中国铁路工程集团旗下中铁十局（CRECG）的聯合企業。设计方为Forum Architects 。土木和结构设计为迈进集团（Meinhardt Group）。监理单位由泰本土企业PN Synchronize、W. and Associate及KP顧問管理公司組成的合資企業負責。结构采用核心筒和无梁楼板体系。
倒塌時，大樓正進行玻璃外牆安裝及內部設施施工，建設預算為21.36億泰銖（約6300萬美元）。該建築原計劃作為泰国国家审计署的辦公大樓使用。

## 事後影響

### 救援與傷亡
泰國國防部長普譚·威乍耶猜表示：「大樓倒塌已造成至少15人死亡，90人失蹤。」目前，現場的搜救行動仍在進行。數具遺體已被尋獲，估計仍有超過100人被困於瓦礫之下，其中大多為建築工人。至少有15人死亡，68人被送往鄰近醫院，另有15名被埋者報告仍然存活。救援人員已動用挖掘機進行搜救作業，開挖堆積的土方，並出動起重機移除大型廢墟。

### 調查
地方當局已展開調查，以查明「建築品質、所使用的材料，以及是否有按照抗震建築法規施工」。
泰国家审计署否认有关该建筑审计出现变更的传闻。在一份声明中，称国家审计署一直在监控和检查施工过程。
中国驻泰国大使馆将与泰国政府合作以调查设计局大楼倒塌的原因。泰国内政部长阿努廷·查恩维拉坤会见中国驻泰国大使韩志强时表示“泰政府将很快查明大楼倒塌的原因。”泰内政部已经成立一个由公共工程和城乡规划部的工程师和其他专家组成的调查委员会调查此次倒塌事件，其结果将于7天内报告。调查的对象包括设计师、施工监理单位和承包商，并重点检查施工时是否使用了不合格材料和不符合施工计划的材料。中国已派出一名专家视察倒塌现场。此外查恩维拉坤在会后还表示，蒐證期間中国的承包商暫時不被允许进入现场。
在灾难发生后，四名中国员工从曼谷倒塌的在建大楼现场拿走文件，试图将文件偷运出工地时被現場保安抓获，移交泰國警方逮捕審訊，並最終因違反灾难现场法律被判处一个月监禁，缓期执行。
身为参议院的工程师Somkiat Chusaengsuk向警方称，在过去的五年间，该大楼的监理方PKW非法地将自己的名字用作该大楼的电梯井设计变更方案的项目经理签名位置。Somkiat坚称自己与该项目无关，称该签名系伪造。 泰国司法部长他威表示将会调查签名是否存在伪造的情况，并将根据结果扩大调查的范围。除Somkiat 外，另有一名工程师声称其签名也被非法使用。
4月17日，特别调查组DSI突袭了中铁十局泰国分公司以及PKW联合体及其关联实体以收集大量文件证据，并根据上面的监理工程师签名对相关的监理工程师进行传唤以确定实际的监理人员。
4月19日，泰國警方在曼谷逮捕一名承包工程的中鐵十局（泰國）有限公司股東张传令，特别调查组发现意泰开发集团与中铁十局组成的合资企业涉嫌使用三名泰国挂名股东从而违反《外国商业法》以及涉嫌工程串标。其他机构正在调查該公司以及监理单位的各种问题，包括涉嫌使用強度不足的钢材、监理过程中可能存在的签名伪造的问题。此外，還對三名該公司泰國籍股東發出逮捕令。
5月15日，泰國刑事法院就事故對17人發出逮捕令，他們來自設計公司、建築監督公司和ITD-CREC（義大利-泰國發展公司和泰國中國鐵路10號的合資企業），為三個集團的工程師、主管和承包商，其中包括建築大亨炳猜·贾那素他（英語：Premchai Karnasuta），他們面臨職業過失導致死亡、違反建築法規的指控。當局則指，專家評估後發現建築設計不符合法規或技術標準，混凝土和鋼材在內的建材不合格，並發現有人在工程檔案中偽造簽名。

### 反應
中國駐泰國大使館強調中鐵十局（泰）在施工和材料使用上嚴格遵守合同、法規及工程標準，以確保工程品質，正積極配合調查。使館強調支持依法查處不當行為，但反對對中資企業的抹黑。

#### 輿論與媒體反應
該事件进一步加剧了泰国民众对中国企业的负面观感。
中國大陸網民發現網路上大量移除並限制了與此樓相關的文章與討論，中鐵十局亦刪除了其封頂的新聞。

## 事故原因
调查人员怀疑，施工方可能非法更改建筑设计，并使用不合格的材料以降低成本。

### 建筑设计缺陷
设计中核心位置偏离建筑中心，以及较细的支撑柱，使得大楼在地震作用下更容易从低层发生坍塌，而非从顶部逐渐倒塌。
委員會副主席提拉猜·班圖瑪（Theerachai Phanthumas）質詢兩家公司，是否有進行導致結構削弱的設計更改。
Forum Architect 董事總經理蘇察·朱提帕巴功（Suchat Chutipabhakorn）堅稱，其公司在設計獲批後從未提交任何修訂圖。他表示，雖然承包商與現場監督在施工期間曾就電梯井裝飾大理石的可行性諮詢意見，但未對設計圖進行正式更動。
他指出，當時公司就此諮詢了 Meinhardt，後者建議部分牆體可以減薄，但蘇察強調，這只是建議，建築師方從未執行。Meinhardt（Thailand）董事提拉·瓦塔那薩（Theera Wattanasup）表示，他們建議將部分牆體厚度減少五公分，以便安裝內部裝飾材料，並配合加強結構強度。他強調，Meinhardt 沒有權限下令修改設計，也不知道其建議是否被採納，只有 SAO 作為業主才有批准變更的權力。
負責簽署最終圖紙的設計顧問工程師皮莫·查倫英（Pimol Charoenying）表示，他僅在設計顧問的職責範圍內簽署最終圖紙，從未被告知任何修訂版本。

### 材料品質问题
泰国钢铁研究所发现，该大楼的所使用的钢筋中，其中一家中企新科源所提供两个样品存在不合格的情况，该工厂去年因生产不合格的钢材被泰当局勒令停业。具体而言，其强度和粘结性能未达标；此外，为了压低成本，施工中选用了品質较差的材料，包括规格偏窄的柱子。调查小组负责人泰国工业部部长助理蒂蒂帕斯补充道，大楼倒塌的原因归咎于这些不合格样本还为时尚早，泰国工业标准研究院（TISI）将会继续收集更多的样本确定该工厂是否非法生产和运输不合格钢材。
泰國工業部長艾卡納初步勘驗現場後表示，肇事大樓懷疑使用了不合格鋼材。而據泰媒報道，當局在現場抽取的28條鋼筋樣本中，其中13條發現不達標。泰媒報道，該建築使用的是 DB32 SD50 鋼筋，雖然符合一定的抗拉強度標準，但屈服強度可能存在問題。專家指出，這種鋼筋具有「外硬內軟」的雙層結構，在扭曲時容易開裂，導致強度下降。這種類型的鋼筋不適用於會產生位移的高層建築。
在坍塌的現場采集的鋼筋中，發現“T”型鋼筋被采用在這棟坍塌的建築物。這些鋼筋上標有「T」符號，表示它們經過了快速冷卻處理。這種處理方式可能導致材料強度不均，因此不適合用於切削加工測試，與未標「T」的鋼筋不同。這類鋼筋可能不適合用於高層建築，尤其是在地震多發地區。該部長也表示，這類工程需要使用標準鋼筋（表面有肋的鋼筋），規格為 DB16、DB20 和 DB25，以加強混凝土結構。若使用不合格的鋼筋，會削弱結構，使其變得脆弱，在強烈衝擊或地震中更容易斷裂，可能導致建築倒塌。

### 施工与管理问题
曼谷工人反映，在承包过程中，因支付报酬较低，承包商倾向于采用低成本方案，忽视了安全标准和严格的施工要求，进一步加剧了建筑安全隐患。此外，反腐败监督机构早在坍塌前就已发现施工中的违规行为。
泰国调查人员发现，在地震中倒塌的审计署大楼工程监管文件上，有30名工程师的签名被冒签。据《曼谷邮报》报道，至少30名工程师已告诉特别调查局，他们在监管文件上的签名是遭人伪造的。只有8人承认在监管文件签名。

### 地震影响与环境因素
尽管曼谷所经历的地震幅度较小，但大部分建筑建在软土上，地震引起的摇晃与扭曲作用也可能加剧了原本因设计和施工缺陷存在的风险。

## 相關倒塌事件
2025年5月16日，泰國東部一間工廠發生牆面倒塌事故，調查發現其使用的劣質鋼筋與今年3月28日因地震倒塌的曼谷審計署大樓相同，皆為中資企業新科源所供應。

## 外部連結
维基共享资源上的相關多媒體資源：2025年曼谷審計署大樓倒塌事故